# Восток (банк)
Банк Восток — український універсальний комерційний банк, створений 2002 року. Банк є учасником Фонду гарантування вкладів фізичних осіб.

## Історія
Банк був створений 23 квітня 2002 року і зареєстрований в НБУ 17 жовтня 2002 року під назвою «Агробанк».
У грудні 2006 року банк увійшов до складу Home Credit Group і є правонаступником всіх прав і зобов'язань «Агробанку» і ПАТ «Хоум Кредит Банк».
Банк починає працювати як Банк Восток у 2012 році.

2021 року на базі ПАТ «Банк Восток» був запущений необанк «Банк Власний Рахунок».

## Керівництво банку

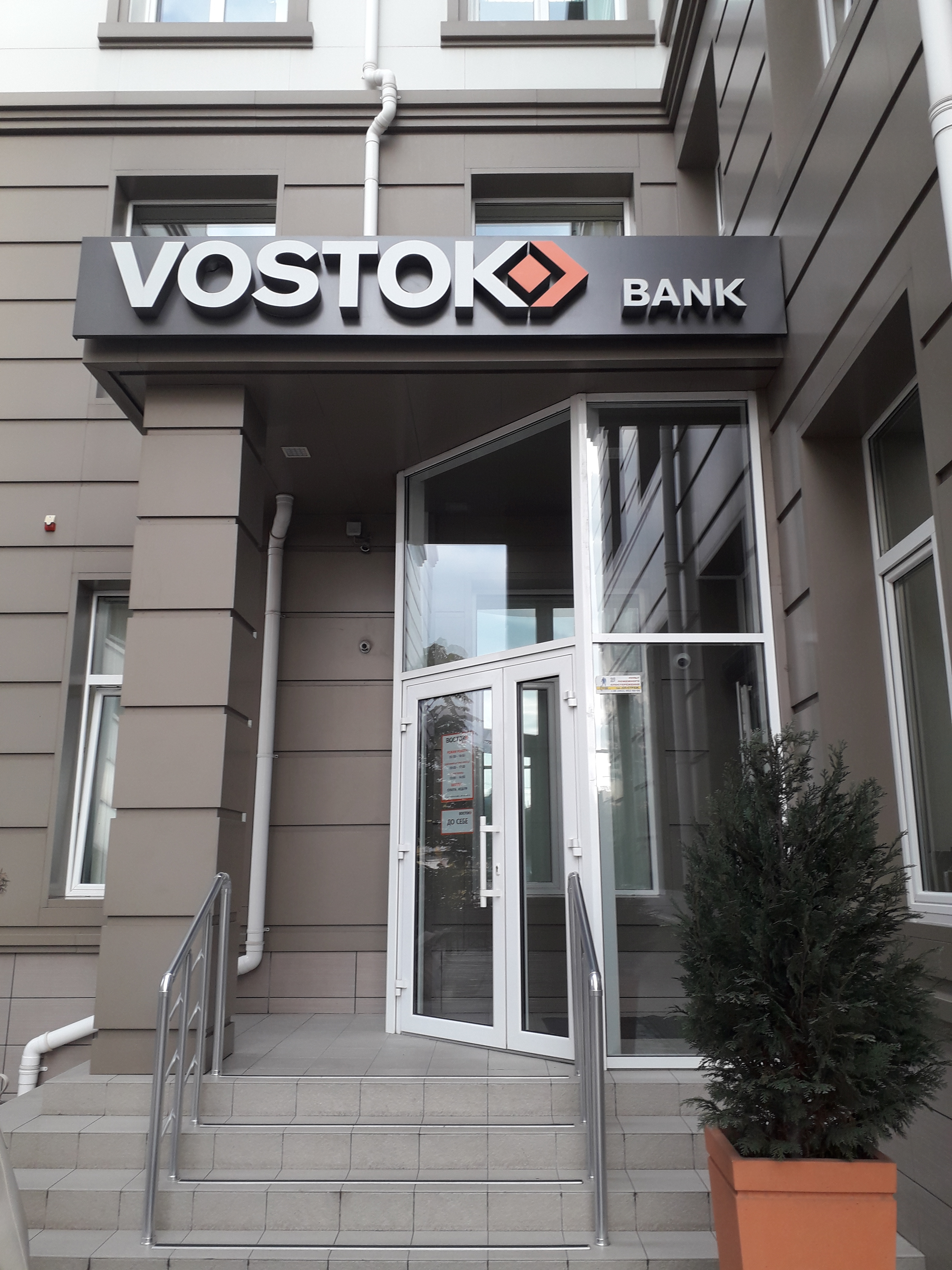
Відділення банку «Восток»

Банк належить компанії «Восток Капітал», акціонери якої — Костельман В. М. (власник Fozzy Group), Мороховський В. В. і Мороховська Л. С.
Голова правління — Мороховський Вадим Вікторович. Голова Наглядової ради — Костельман Володимир Михайлович.
Головний офіс банку розташований у місті Дніпро.

## Нагороди
У 2013 році Банк Восток отримав диплом на всеукраїнському конкурсі «Банк-2013» в номінації «Кращий регіональний банк» за версією журналу «Банкір».
У 2016 році Банк Восток приєднався до Незалежної асоціації банків України.
З 2016 року Банк Восток входить до першої групи банків за класифікацією НБУ (в неї входять банки, частка активів яких становить понад 0,5 % активів банківської системи).

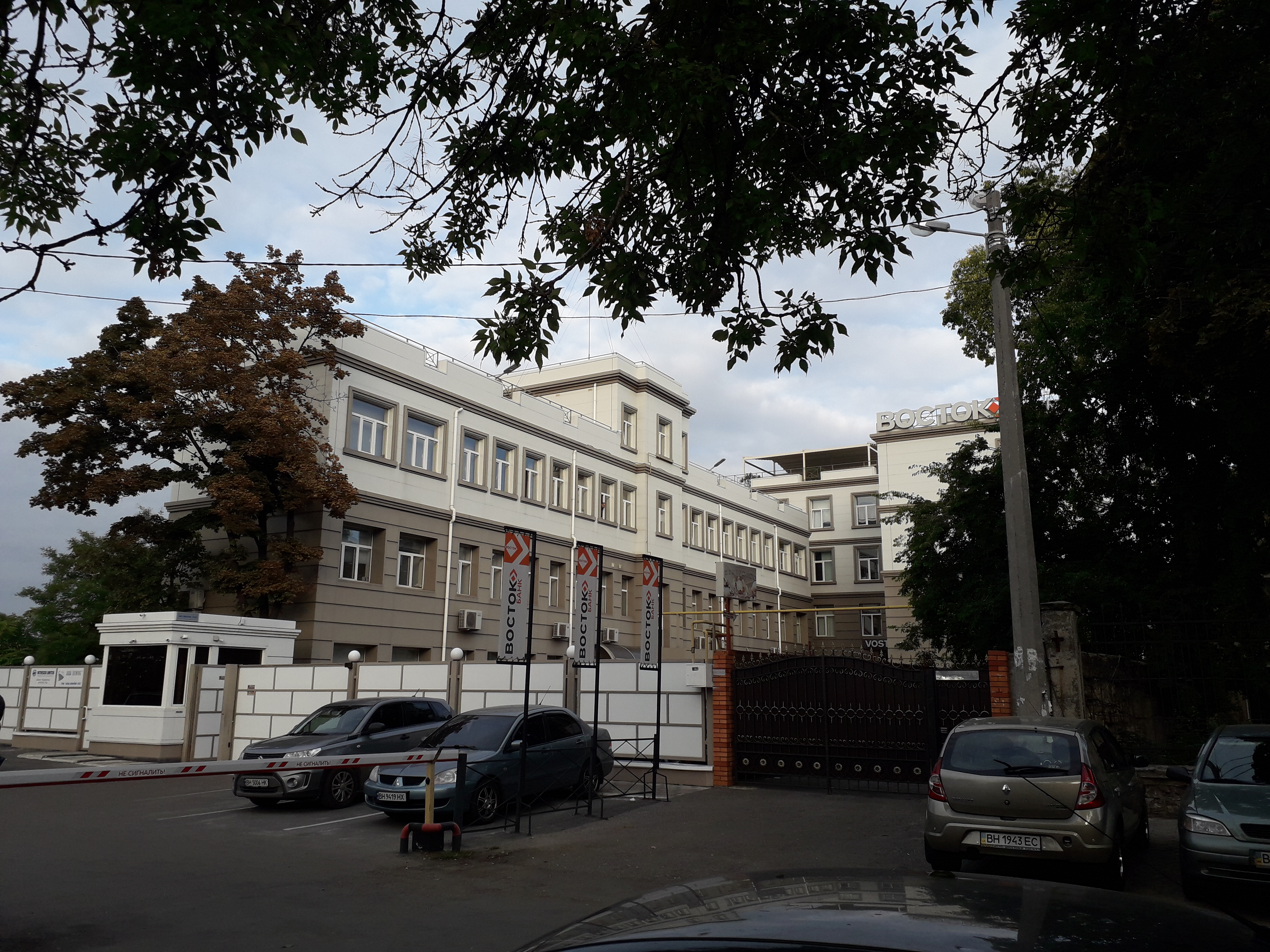
Головний офіс Восток Банку

У 2017 році Банк зайняв шосте місце серед 63 приватних банків України за класифікацією НБУ.
У 2017 році згідно з рейтингом «Українського проєкту реформ», Банк Восток увійшов в ТОП-10 найнадійніших банків в рейтингу фінансової стійкості банків України.
У 2018 році у щорічному конкурсі «Банк року», переміг в номінації «Найнадійніший банк для ведення бізнесу».
У 2018 році за підсумками проєкту Української міжбанківської Асоціації членів платіжних систем (ЕМА) «# Явний_покупець», Банк Восток опинився в ТОП-5 банків, зайнявши 4 місце.
У 2018 році рейтингове агентство «Кредит Рейтинг» оголосило про підвищення довгострокового кредитного рейтингу Банку Восток до рівня uaАА.
У 2018 і 2019 роках Банк Восток став переможцем у номінації «Найбільш надійний банк для ведення бізнесу» X Всеукраїнського конкурсу «Банк Року — 2018» Міжнародного Фінансового Клубу «БАНКИРЪ» та Університету банківської справи.
У 2019 році рейтингове агентство «Кредит Рейтинг» оголосило про підвищення довгострокового кредитного рейтингу Банку Восток до рівня uaАА+.
У 2019 році Банк Восток зайняв третє місце серед банків України в рейтингу фінансової надійності банків від «Українського проєкту реформ».
У 2020 році Банк Восток посів третє місце серед технологічних банків України на премії FinAwards 2020.
Банк Восток є учасником державної програми підтримки бізнесу «Доступні кредити 5-7-9 %».
Лауреат конкурсу «Банк року — 2020» в номінації «Кращі програми лояльності»